# Lycée Wilhelm-Dörpfeld
Le lycée Wilhelm-Dörpfeld est un lycée orienté vers les langues anciennes, situé à Wuppertal sur le Johannisberg (de) en dessous de l'hôtel de ville (de). Il est issu de l'école latine d'Elberfeld fondée en 1592, qui est reconnue en 1824 comme « lycée protestant ». Depuis 1936, le lycée porte le nom de l'archéologue Wilhelm Dörpfeld, qui y a étudié.

## Histoire

### Débuts
Une école existe déjà à Elberfeld avant la Réforme. Un document atteste l'existence d'un certain Johan Sinschet en tant que "scholmester en 1519, 
La classe de latin est financée par les fonds de la fondation de l'ancien autel de Sainte-Catherine, qui ont été réaffectés. Son but est de préparer les futurs érudits à la fréquentation d'une haute école (au XVIIe siècle, généralement Herborn (de)) ou d'une université (souvent Duisbourg (de)).

### Bâtiment scolaire

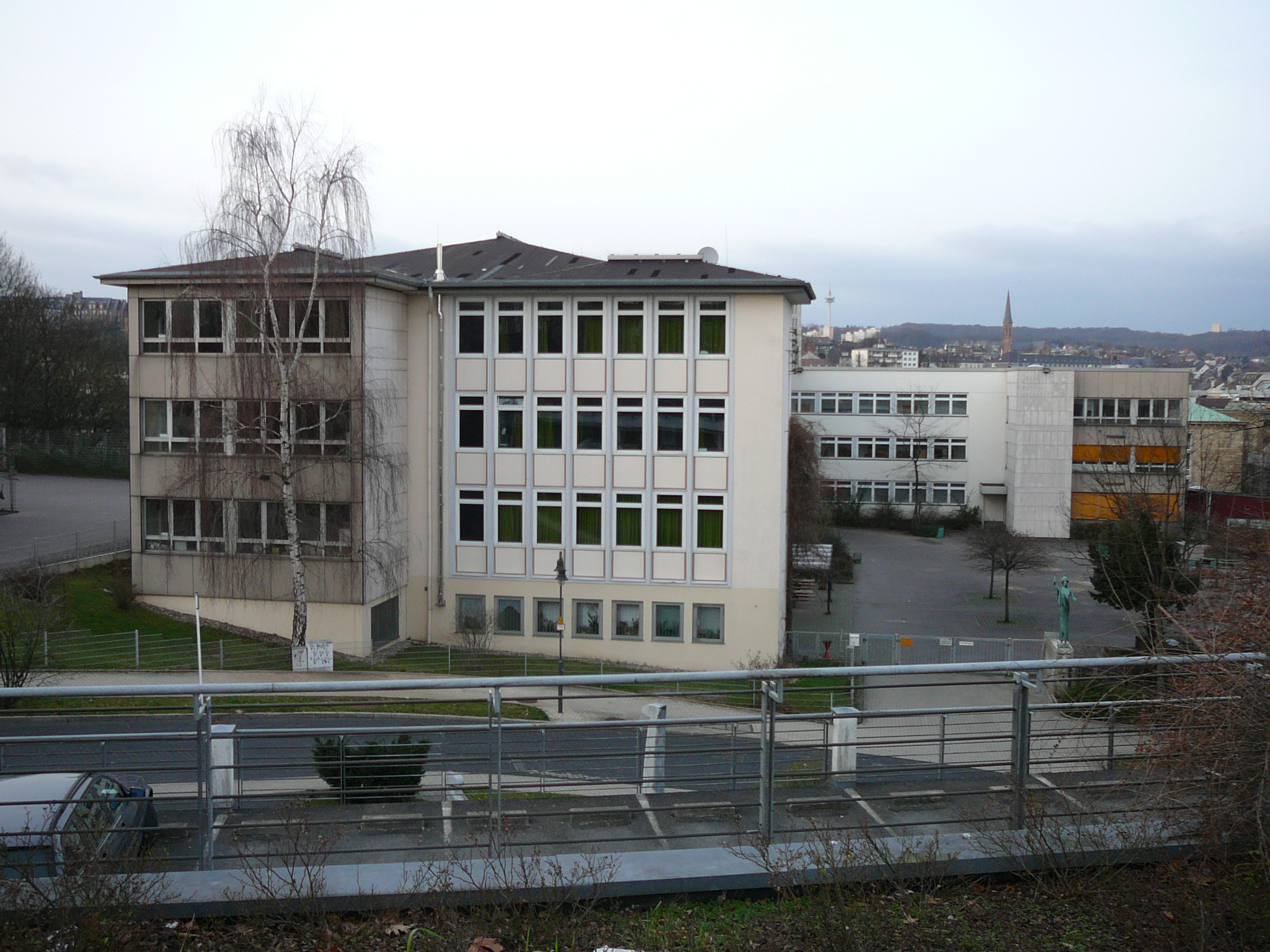
Lycée Wilhelm-Dörpfeld

L'école allemande et l'école latine coexistent sous le même toit jusqu'à la séparation de la Realschule en 1830. Le bâtiment d'origine de l'école, situé sur le parvis de l'ancienne église Saint-Laurent (de) est victime de l'incendie d'Elberfeld de 1687 (de). Les écoles allemandes et latines trouvent un logement d'urgence dans "l'hôpital" (maison des pauvres) sur le Mäuerchen, jusqu'à ce que l'on puisse déménager en 1718 dans un nouveau bâtiment sur la place de l'église réformée. En 1821, l'école déménage dans l'ancienne maison de la société de lecture de la Grünstraße (aujourd'hui à cette place : le Kaufhof), en 1876 dans le bâtiment de l'école de commerce sur le Döppersberg (de). En 1893, elle s'installe à l'emplacement actuel (à l'époque "Kölner Straße 41/45") dans un nouveau bâtiment, qui est cependant détruit en 1943 pendant la Seconde Guerre mondiale. L'école est délocalisée et une partie des élèves est évacuée vers Gera, en Thuringe. Après la guerre, début octobre 1945, quelques enseignants et élèves continuent à enseigner dans le bâtiment de la caisse d'épargne au Mäuerchen (aujourd'hui emplacement du City-Center). Le nouveau bâtiment actuel, situé sur le dernier emplacement régulier (désormais "Johannisberg 20"), est construit dans les années 1950.

### Développement
En 1824, le gouvernement prussien reconnaît l'école latine comme un "lycée protestant". En 1833, le banquier Daniel von der Heydt (de), en sa qualité d'érudit à l'époque, fait personnellement campagne pour la continuation indépendante du lycée auprès du roi de Prusse Frédéric-Guillaume III.
Les programmes scolaires publiés chaque année à Elberfeld depuis 1831 et au moins jusqu'en 1929 témoignent de l'exigence scientifique autrefois élevée des lycées prussiens. Outre les programmes et les questions d'examen, ils contiennent toujours, jusqu'au tournant du siècle, un article scientifique rédigé par un membre du collège
. Ainsi, par exemple :
- 1833 : Sur la vision religieuse et morale du monde de Plutarque[2]
- 1845 : Sur Cædmon, le plus ancien poète anglo-saxon, et sa paraphrase métrique de l'Écriture sainte[3]
- 1871: Soterichi ad Nicomachi Geraseni introductionem arithmeticam de Platonis Psychogonia Scholia[4]

En 1931, deux ans après l'union de Barmen et d'Elberfeld pour former la ville de Wuppertal, le lycée d'Elberfeld fusionne avec le lycée de Barmen sous l'appellation de compromis "Lycée de Barmen zu Elberfeld". Comme l'ancien lycée de Barmen remonte à l'"Amtsschule" fondée en 1579, le lycée Wilhelm-Dörpfeld fête ses 400 et 425 ans d'existence en 1979 et 2004. L'école de Barmen ne devient une école de latin qu'en 1600.

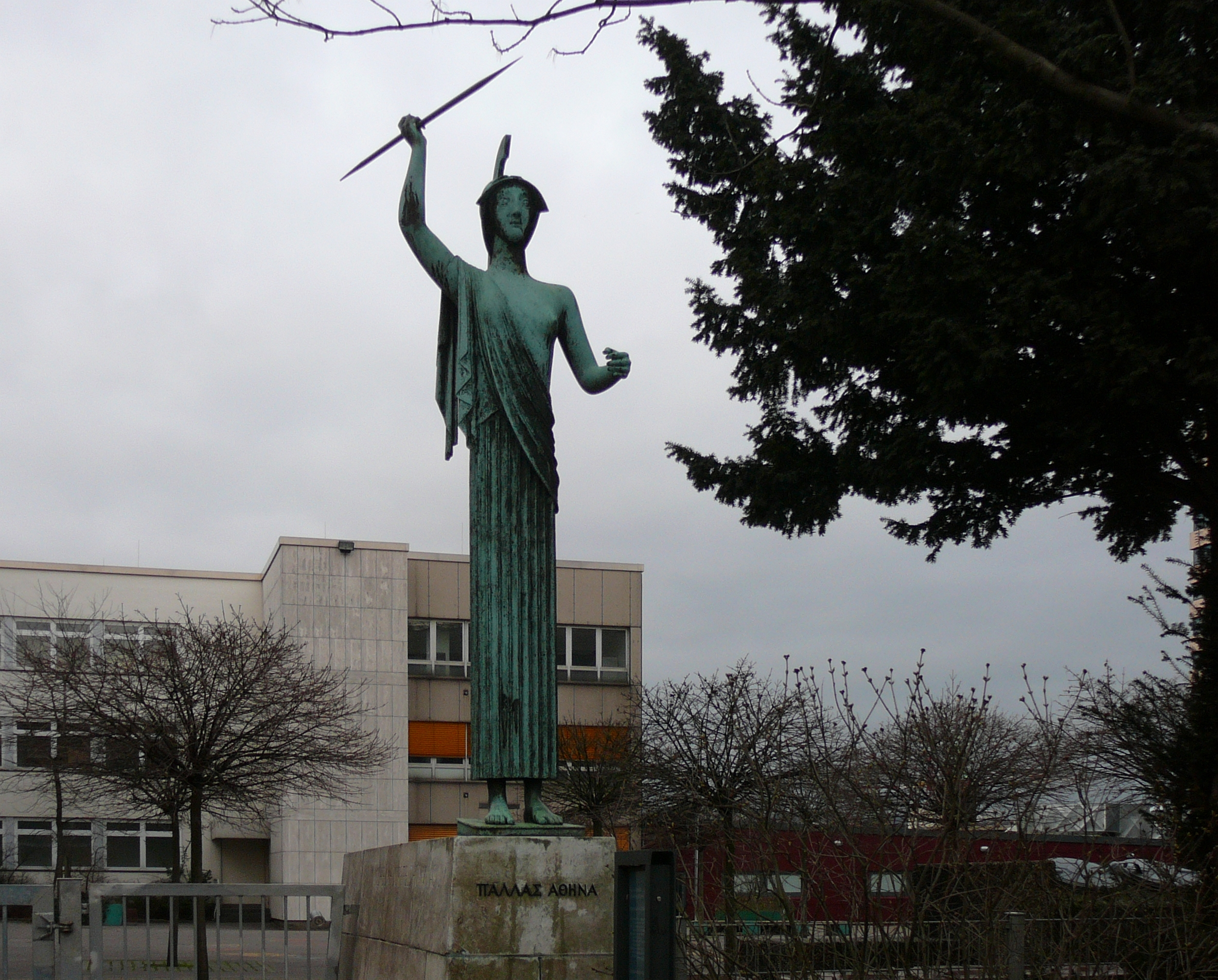
La statue de Pallas Athéna devant l'entrée de l'école

Afin d'anticiper un changement de nom propagandiste par les nationaux-socialistes en « école de Langemarck (de) », le conseil d'administration choisit comme nom un ancien élève , le philologue classique et archéologue de Troie Wilhelm Dörpfeld.
En 1953, le parrainage du lycée de la ville de Liegnitz, qui existait de 1308 à 1945, est repris.
En 1957, une statue de Pallas Athéna, la déesse grecque de la science, créée par le sculpteur Arno Breker, est érigée dans la zone d'entrée de la cour de l'école. Après que la sculpture ait été renversée et endommagée en 2003, une plaque fait désormais référence à la confrontation avec Breker. Aujourd'hui encore, son installation est controversé.
Alors que la plus grande salle de l'école ne peut accueillir jusqu'alors que 130 personnes, l'école se dote en 2007 de sa propre aula, pour la première fois depuis sa destruction pendant la Seconde Guerre mondiale. Le bâtiment est conçu par l'architecte Christoph Goedeking de Wuppertal, la construction est financée en grande partie par des projets de mécénat dans le cadre de la célébration du 425e anniversaire de l'école en 2005. Plus d'un million d'euros sont récoltés grâce aux anciens élèves et aux mécènes de l'école 
En outre, l'école dispose depuis 2009 de sa propre bibliothèque. Grâce à la construction de la nouvelle aula, la salle correspondante devient libre et abrite actuellement près de 4 000 médias, dont plus de 3 500 livres. Outre quelques ordinateurs pour la recherche sur Internet, la salle est équipée de nombreuses tables de travail individuelles. L'ancienne bibliothèque historique de l'ancien lycée d'Elberfeld a été cédée à la bibliothèque de la ville de Wuppertal (de) dans les années 1920/1930. Le reste de l'école, soit « environ 60 livres datant de 1495 à 1903 », est cédé en 2017 à la bibliothèque de l'université bergeoise de Wuppertal (de).
De l'été 2015 à janvier 2019, les bâtiments scolaires sont entièrement rénovés. L'ancien bâtiment de l'école correctionnelle de Rhénanie-du-Nord-Westphalie (de) dans le Hardt (de) est loué pour la durée des travaux. Les coûts totaux de planification et de construction se sont élevés à environ 23 millions d'euros.

## Anciens élèves
- Werner Teschenmacher (de) (1590-1638), humaniste et théologien réformé
- Caspar Sibel (de) (1590-1658), théologien réformé
- Daniel von der Heydt (de) (1802–1874), banquier, entrepreneur et homme politique
- Johann Anton Friedrich Baudri (de) (1804–1893), vicaire général et évêque auxiliaire
- August Rauschenbusch (de) (1816–1899), théologien baptiste
- Carl de Haas (de) (1817-1875), éducateur, écrivain, journaliste et rédacteur en chef germano-américain
- Louis de Leuw (de) (1819-1858), médecin généraliste, ophtalmologiste, chirurgien
- Friedrich Engels (1820–1895), théoricien social et économiste
- Victor Weidtma (de) (1853–1926), manager et homme politique
- Friedrich Philippi (1853-1930), historien et professeur d'université
- Wilhelm Dörpfeld (1853–1940), archéologue (Olympie, Troie, Tirynthe, Pergame) et chercheur en construction
- Hugo Reich (de) (1854-1935), pasteur protestant
- Karl Ebermaier (1862-1943), gouverneur du Cameroun
- Wilhelm Pfitzinger (de) (1864 - vers 1926), chimiste
- Oscar Florianus Bluemner (1867-1938), peintre moderniste
- Adolf Schulten (1870–1960), archéologue (Numance, Tartessos)
- Eugen Schmalenbach (de) (1873–1955), économiste
- Gerson Stern (de) (1874–1956), écrivain
- Eduard von der Heydt (de) (1882-1964), banquier et collectionneur d'art
- Julius Schniewind (de) (1883-1948), théologien protestant de l'Église confessante
- Albert Pütz (de) (1886-1961), peintre de l'école de Düsseldorf
- Alfred Landé (1888-1976), physicien
- Martin Niemöller (1892-1984), théologien protestant de l'Église confessante
- Hans Dichgans (de) (1907-1980), avocat, directeur et homme politique de la CDU
- Hans Singer (1910–2006), économiste
- Franz Hesse (de) (1917-2013), théologien et professeur d'université
- Heinz-Georg Klös (de) (1926-2014), directeur du zoo de Berlin
- Klaus Baltzer (de) (1928–2017), théologien (érudit de l'Ancien Testament)
- Johannes Rau (1931–2006), homme politique (président fédéral 1999–2004)
- Willfried Penner (de) (né en 1936), procureur, homme politique du SPD (commissaire des forces armées du Bundestag 2000-2005)
- Wilfried Barner (de) (1937–2014), chercheur littéraire (expert de Lessing)
- Jan Wilhelm (de) (né en 1942), avocat et professeur d'université à l'Université de Passau
- Peter Kowald (1944–2002), musicien de free jazz
- Manfred Frank (de) (né en 1945), philosophe et professeur d'université
- Jochen Wilhelm (de) (né en 1945), économiste
- Axel Dirx (de) (1946-2017), syndicaliste et homme politique
- Lars U. Scholl (de) (né en 1947), historien maritime
- Peter Jung (de) (né en 1955), maire de Wuppertal de 2004 à 2015
- Stefan Raue (de), (né en 1958), journaliste, directeur de Deutschlandradio
- Wolf Hoffmann (né en 1959), musicien de rock
- Ralph Tepel (de) (né en 1964), peintre et sculpteur
- Armin Owzar (de) (né en 1964), historien
- Christoph Maria Herbst (de) (né en 1966), acteur
- Stefan Koldehoff (de) (né en 1967), journaliste et auteur
- Steffen Möller (de) (né en 1969), artiste de cabaret
- Klaus Müller (de) (né en 1971), homme politique, défenseur des consommateurs et président de l'Agence fédérale des réseaux
- Tobias Zielony (de) (né en 1973), photographe
- Helge Lindh (de) (né en 1976), homme politique

## Anciens professeurs
- Adolph Diesterweg (1790–1866), éducateur
- Heinrich Karl Brandes (de) (1798–1874), écrivain voyageur
- Dietrich Wilhelm Landfermann (de) (1800–1882), éducateur et homme politique
- Adolph Kolping (1813-1865), prêtre et « père compagnon »
- Wilhelm Crecelius (de) (1828–1889), historien
- Gideon Vogt (de) (1830-1904), philologue classique et éducateur
- Georg Kaibel (1849-1901), philologue classique
- Ewald Gnau (1853-1943), botaniste
- Wilhelm Ohnesorge (de) (1855-1943), historien
- Hans von Arnim (1859-1931), philologue classique
- Hermann Zivi (de) (1867-1943), chantre et compositeur
- Emil Schulten (de) (1871-1938), écrivain itinérant et spéléologue
- August Frickenhaus (de) (1882–1925), archéologue
- Edmund Bigott (de) (1910-1943), philologue classique
- Christoph Thomas Link[12],[13] (né en 1964), publiciste et scientifique

## Anciens directeurs
- Johann Leonhard Weidner (de) (1588–1655), humaniste
- Hermann Crusius (de) (1640-1693), poète latin
- Karl Wilhelm Bouterwek (1809-1868), fondateur de la société d'histoire bergeoise (de)
- Karl Bardt (de) (1843-1915), philologue classique
- Richard Hoche (1854-1906), philologue classique
- Klaus Zentara (de) (1936–2004), historien
- Karl-Wilhelm Weeber (de) (né en 1950), historien et classiciste